# Адамс, Плэтт
Плэтт Адамс (англ. Platt Adams, 23 марта 1885 — 27 февраля 1961) — американский легкоатлет, олимпийский чемпион.
Плэтт Адамс родился в 1885 году в Бельвилле (округ Эссекс штата Нью-Джерси). В 1908 году он принял участие в Олимпийских играх в Лондоне, где соревновался в тройном прыжке (стал 5-м), прыжках в длину с места, прыжках в высоту с места, метании диска и метании диска греческим стилем, но не завоевал медалей. В 1912 году на Олимпийских играх в Стокгольме он завоевал золотую медаль в прыжках в высоту с места, и серебряную — в прыжках в длину с места, опередив в обоих случаях своего младшего брата Бенджамина; также он соревновался в тройном прыжке (где стал 5-м) и прыжках в высоту, и принял участие в показательных соревнованиях по бейсболу.
В 1922 году Плэтт Адамс был избран в Генеральную Ассамблею штата Нью-Джерси.